# Уса (приток на Печора)
Уса̀ е река в североизточната част на Европейска Русия. С дължината си от 565 km. и заема 158-о място по дължина в Русия. Протича на територията на Република Коми. Влива се отдясно в река Печора при село Уст Уса.

## Географска характеристика

### Извор, течение, устие
Реката се образува от сливането на реките Голяма Уса (лява съставяща) и Малка Уса (дясна съставяща), на 27 km източно от град Воркута, на 121 m н.в. Реките Голяма Уса и Малка Уса водят началото си от западния склон на Полярен Урал. От извора на река Голяма Уса дължината на река Уса е 663 km. Река Малка Уса е с бързо течение и голямо количество прагове и е много популярна сред практикуващите рафтинг туристи. Река Голяма Уса в средното си течение е практически непроходима поради бързото си течение. След образуването на същинската река Уса по нейното течение вече няма прагове, но в горното ѝ течение се срещат бързеи и теснини. Тук бреговете ѝ са високи и скалисти. В средното и долното ѝ течение бреговете стават ниски и силно заблатени. В района на село Адак (66°30′58″ с. ш. 59°31′11″ и. д. / 66.516111° с. ш. 59.519722° и. д.) реката проломява ниското възвишение Чернишов и в този участък бреговете ѝ отново стават стръмни, а на места скалисти. След село Сивомаскински (66°40′14″ с. ш. 62°34′04″ и. д. / 66.670556° с. ш. 62.567778° и. д.) коритото на реката силно се разширява, като в долното течение се колебае от 0,7 до 2 km, и тя започва да образува меандри и острови. Влива се отдясно в река Печора при село Уст Уса на 31 m н.в.

### Водосборен басейн, притоци
Водосборният басейн на река Уса обхваща площ от 93 600 km2, което представлява 29,07% от водосборния басейн на река Печора и се простира на територията на Република Коми и Ненецкия автономен окръг.
Водосборният басейн на реката граничи със следните водосборни басейни:
- на север – водосборните басейни на реките Море-Ю, Коротаиха и други по-малки, вливащи се в Печорско море;
- на североизток – водосборния басейн на река Кара, вливаща се в Карско море;
- на югоизток – водосборния басейн на река Об;
- на запад – водосборните басейни на по-малки реки, вливащи се отдясно в река Печора.

Река Уса получава множество притоци, от които 5 са с дължина над 200 km. По-долу са изброени тези 5 реки, като са показани на кой километър по течението на Печора се вливат, техните дължини, площта на водосборните им басейни, дали са леви (←) или десни (→) притоци и къде се вливат:
- ← 252 Голяма Роговая 311 km, 7290 km2, на 6 km северозападно от село Петрун;
- → 206 Косю 259 km, 14 800 km2, при село Косювом;
- ← 161 Адзва 334 km, 10 600 km2, при село Адзвавом;
- → 55 Болшая Синя 206 km, 4040 km2, при село Синянирд;
- ← 21 Колва 564 km, 18 100 km2, на 5 km югозападно от посьолок Парма.

### Хидроложки показатели
Подхранването на реката е снегово и дъждовно. Пълноводието в горното течение е от май до септември, а в долното през август. Среден годишен отток в устието 1310 m3/s (на 91 km от устието – 1070 m3/s), най-голям 21 500 m3/s (юни), най-малък 43,9 m3/s (април). Реката замръзва в края на октомври или първата половина на ноември, а се размразява през май или юни.
Средномесечен отток (m3/s) в района на с. Адзвавом (161 km от устието) от 1931 до 1988 г.

## Селища
По течението на реката са разположени селата: Абез, Петрун, Макариха и Уст Уса и посьолок Парма.

## Стопанско значение
Реката е плавателна до село Абез (на 325 km от устието) при пълноводие, а при маловодие – до село Петрун (на 252 km от устието). В горната част от водосборния басейн на реката е разположен големият Печорски въглищен басейн, а в долното течение (в района на град Усинск) – най-голямото находище на нефт и газ в Коми.